# テレマップ
テレマップとは、NHKで1985年4月1日から2008年1月24日まで放送されていた広報番組。

## 概要
毎週金曜日の19:55〜19:57に総合テレビで放映されていたほか、特集番組などでその時間に放送できなかった場合は日曜日8:55から放送された（一部の局のみ独自の内容に差し替えられることもあった）。
前身は『NHKガイド』。『テレマップ』になってからも、平日19時からの全国ニュースが終わった後（19:27〜19:30、その後、1993年3月までは18:57:25～18:59:55、『NHKニュース7』開始後は当該枠が「ピックアップ今夜の番組」に変わったため19:57～20:00。土・日・祝日は18:40〜18:45→その後19:17〜19:20。いずれの場合も重大な事件・事故・災害などの突発的な出来事や、国政関連などで重大な動きなどがあった場合ニュースが拡大されるためその場合は休止していた）の枠は踏襲していた。番組は毎回NHKで近々に放映が予定される注目の番組について出演者・スタッフへのインタビューを行ったり、NHKが主催・後援するイベント情報、また各地の地域放送の紹介などが行われていた。
2008年1月を最後に終了し、2023年現在は『プレマップ』や『オシばん』がその役割を担っている。